# Брушево
Бруше́во (пол. Bruszewo) — деревня в Высокомазовецком повете Подляского воеводства Польши. Входит в состав гмины Соколы. Находится примерно в 11 км к северо-востоку от города Высоке-Мазовецке. По данным переписи 2011 года, в деревне проживало 337 человек.
Первое упоминание деревни датируется 1444 годом. В 1827 году в Брушеве было 48 домов, в которых проживало 352 жителя.
В 1975—1998 годах деревня входила в состав Ломжинского воеводства.

## Достопримечательности
- Военное кладбище времён Первой мировой войны, на котором похоронены 121 немецкий солдат.
- Военное кладбище времён Первой мировой войны, на котором похоронены 91 российский солдат[3].